# Circaea dubia
Circaea × dubia är en hybrid mellan häxörtsarterna Circaea erubescens och Circaea cordata. Hybriden beskrevs av Hiroshi Hara 1936.